# Giacomo Pastorino
Giacomo Pastorino (* 7. Juni 1980 in Savona) ist ein ehemaliger italienischer Wasserballspieler. Er war Olympiazweiter 2012, Weltmeister 2011 und Europameisterschaftszweiter 2010.

## Sportliche Karriere
Pastorino begann seine Torhüter-Karriere bei Rari Nantes Savona. Nach Jahren bei Rari Nantes Camogli, Cremona und Brixia Leonessa Nuoto spielte er ab 2010 sechs Jahre bei Pro Recco und gewann in dieser Zeit sechs italienische Meistertitel.
In der Nationalmannschaft war er von 2010 bis 2012 zweiter Torhüter hinter Stefano Tempesti. 2010 bei der Europameisterschaft in Zagreb erreichten die Italiener in ihrer Vorrundengruppe den zweiten Platz hinter den Kroaten. Die beiden Mannschaften trafen im Finale wieder aufeinander und die Kroaten gewannen mit 7:3. 2011 fand die Weltmeisterschaft in Schanghai statt. Die Italiener gewannen ihre Vorrundengruppe. Nach einem Viertelfinalsieg über die Spanier bezwangen sie im Halbfinale die Kroaten. Im Finale siegten die Italiener mit 8:7 über die serbische Mannschaft. Im Jahr darauf belegten die Italiener in ihrer Vorrundengruppe bei den Olympischen Spielen 2012 in London den zweiten Platz hinter den Kroaten. Im Viertelfinale schlugen sie die Ungarn und im Halbfinale die Serben. Im Finale trafen sie wieder auf die Kroaten und unterlagen mit 6:8. Pastorino wurde lediglich eine Halbzeit im Vorrundenspiel gegen Kasachstan eingesetzt.